# Matthew Folan
Matthew Folan (ur. 25 maja 1942) – irlandzki judoka. Olimpijczyk z Monachium 1972, gdzie zajął jedenaste miejsce w wadze ciężkiej i kategorii open.
Piąty na mistrzostwach świata w 1973. Uczestnik tych zawodów w 1971 roku.

## Letnie Igrzyska Olimpijskie 1972
| Konkurencja | Eliminacje                   | Klas. końcowa |
| Konkurencja | Przeciwnik I                 | Miejsce       |
| ----------- | ---------------------------- | ------------- |
| +93 kg      | Jean-Claude Brondani (FRA) P | 11.           |

| Konkurencja | Eliminacje                | Klas. końcowa |
| Konkurencja | Przeciwnik I              | Miejsce       |
| ----------- | ------------------------- | ------------- |
| open        | Tijini Ben Kassou (MAR) P | 11.           |